# مردعنکبوتی ۲۰۹۹
مرد عنکبوتی ۲۰۹۹ از زمین ۹۲۸ (Spider-Man 2099) یک قهرمان تخیلی است که در کتاب‌های کمیک و انیمیشن‌های مختلفی حضور داشته است. این شخصیت توسط پیتر دیوید و ریک لئوناردی در سال ۱۹۹۲ برای مجموعه کتاب‌های مصور مارول ۲۰۹۹ خلق شد. او تصویری از همنام خود مرد عنکبوتی است که توسط استن لی و استیو دیتکو خلق شده و هویت واقعی او میگل اوهارا است. او در سال ۲۰۹۹ در تلاش است تا توانایی‌های مرد عنکبوتی را در مردم بازسازی کند اما حادثه‌ای باعث می‌شود نیمی از DNA او با مرد عنکبوتی ترکیب شود و جهش یابد و دوباره مرد عنکبوتی در ظاهری دیگر متولد می‌شود.

## حضور در انیمیشن مرد عنکبوتی
در تیتراژ پایانی فیلم مرد عنکبوتی: به درون دنیای عنکبوتی برای چند ثانیه شاهد حضور مرد عنکبوتی ۲۰۹۹ هستیم که درحال جابجا شدن بین بعدهای زمانی مختلف است و در اولین سفر خود در زمان، به دیدار مرد عنکبوتی (پیتر پارکر) می‌رود.